# Seit es Menschen gibt
Seit es Menschen gibt (Originaltitel: The Savage Curtain) ist die 22. Episode der dritten Staffel der Science-Fiction-Fernsehserie Raumschiff Enterprise. Sie wurde in englischer Sprache erstmals am 7. März 1969 bei NBC ausgestrahlt. In Deutschland war sie zum ersten Mal am 25. November 1972 in einer synchronisierten Fassung im ZDF zu sehen.

## Handlung
Im Jahr 2268 bei Sternzeit 5906.4 erforscht die Enterprise einen mutmaßlich lebensfeindlichen Planeten, dessen Oberfläche aus flüssiger Lava besteht. Der erste Offizier Spock registriert auf dem Planeten eine starke Energiequelle, die es dort eigentlich nicht geben dürfte. Kurz darauf erscheint ein unbekanntes Objekt in der Flugbahn der Enterprise. Beim Näherkommen entpuppt es sich als eine Projektion von Abraham Lincoln.
Lincoln erklärt, er befinde sich auf der Planetenoberfläche und bittet darum, an Bord gebeamt zu werden. Captain Kirk kommt diesem Wunsch nach und empfängt ihn feierlich. Chefingenieur Scott hat ein merkwürdiges Gefühl, denn kurzzeitig schien es, als würde er einen Stein aufs Schiff beamen. Nach der Untersuchung von Schiffsarzt McCoy ist Lincoln allerdings ein Mensch. Lincoln besichtigt nun das Schiff. Auf der Brücke erkennt er Spock sofort als Vulkanier und erklärt, auf der Oberfläche würde einer der größten Philosophen des Planeten Vulkan warten. Augenblicklich wundert er sich selbst, woher er dieses Wissen hat. Nach einer Beratung mit seinen Führungsoffizieren beschließt Kirk, dem Geheimnis dieses Planeten auf den Grund zu gehen und beamt gemeinsam mit Spock und Lincoln auf die Oberfläche.
Auf dem Planeten angekommen, stellen Kirk und Spock fest, dass ihre Waffen und Tricorder verschwunden sind. Die Umgebung erweist sich als für menschliches Leben geeignet. Das Team begegnet einer weiteren Person. Er stellt sich als Surak vor, ein Philosoph, dessen Lehren das Volk der Vulkanier vor dem Untergang bewahrte. Kurz darauf treffen sie auf ein weiteres Wesen, bei dem es sich um einen lebenden Felsen handelt. Das Wesen heißt Yarnek und gehört dem einheimischen Volk der Excalbianer an. Dieses Volk führt hier Spiele durch, um dadurch die Philosophie außerirdischer Wesen besser zu verstehen. Zurzeit finden sie das Konzept von Gut und Böse interessant und wollen daher Kirk, Spock, Lincoln und Surak als die Guten gegen ein böses Team kämpfen lassen. Letzteres besteht aus Colonel Phillip Green, der auf der Erde nach dem Dritten Weltkrieg ein Euthanasie-Programm leitete, Kahless, dem Begründer des klingonischen Reichs, dem mongolischen Herrscher Dschingis Khan und Zora, die auf dem Planeten Tiburon verwerfliche Experimente an der Bevölkerung durchführte.
Kirk und seine Leute weigern sich, zu kämpfen. Green scheint zunächst zu einer Verständigung bereit, will Kirk aber nur in Sicherheit wiegen, während sein Team einen Angriff durchführt. Sie können vertrieben werden, doch Kirk weigert sich, den Kampf fortzusetzen. Yarnek lässt ihn Funkkontakt mit der Enterprise aufnehmen. Kirk erfährt, dass das Schiff durch einen Maschinenschaden in wenigen Stunden explodieren wird – offensichtlich ein Sabotageakt der Excalbianer. Kirk erkennt, dass er ihrem Willen ausgeliefert ist und ihm keine Wahl bleibt als zu kämpfen. Er und seine Leute suchen sich einen sicheren Rückzugsort.
Surak kann es mit seinem Gewissen nicht vereinbaren, zu kämpfen. Er will stattdessen Verhandlungen führen und begibt sich zum Lager des anderen Teams. Dort wird er wenig später gefangen genommen und es ertönen Hilfeschreie. Die anderen wollen ihn retten. Während Kirk und Spock mit Speeren einen Angriff starten, schleicht sich Lincoln an den gefesselten Surak heran, muss aber feststellen, dass er bereits tot ist. Seine Schreie stammten von Kahless, der seine Stimme verstellt hatte und nun mit Lincolns Stimme um Hilfe ruft. Lincoln kann Kirk und Spock noch zum Rückzug auffordern und fällt dann mit einem Speer im Rücken tot um. Trotz der Warnung kommt es zum Kampf. Kirk kann Kahless töten und beim folgenden Zweikampf gegen Green stürzt dieser in seine eigene Waffe. Dschingis Khan und Zora fliehen, das gute Team hat somit gewonnen.
Yarnek hat durch dieses „Spiel“ den Unterschied zwischen Gut und Böse immer noch nicht recht verstanden, für ihn scheinen beide gleich zu sein. Kirk erklärt ihm, dass die Bösen nur zur Erlangung persönlicher Macht gekämpft hätten, er hingegen für die Rettung seines Schiffs. Kirk verlangt, aufs Schiff zurückkehren zu dürfen. Dies wird ihm gewährt und die Enterprise setzt ihre Reise fort.

## Besonderheiten

### Verbindungen zu anderen Star-Trek-Produktionen
Seit es Menschen gibt ist eine der wenigen Folgen, in der halbwegs genaue Angaben zur Handlungszeit der Serie Raumschiff Enterprise gemacht werden. Allerdings sind die verschiedenen Angaben innerhalb der Serie nicht konsistent und stimmen auch nicht mit der später als kanonisch etablierten Handlungszeit in den 2260er Jahren überein. Da in Seit es Menschen gibt der Tod von Abraham Lincoln drei Jahrhunderte zurückliegt, müsste die Handlung etwa in der Mitte des 22. Jahrhunderts spielen. In der Folge Der schlafende Tiger liegen hingegen die 1990er Jahre mehr als hundert Jahre in der Vergangenheit. Demnach müsste die Handlung im frühen 22. Jahrhundert spielen. In der Folge Tödliche Spiele auf Gothos wiederum wird eine Handlungszeit im 27. oder 28. Jahrhundert impliziert.
Einige Elemente aus dieser Folge wurden in späteren Star-Trek-Produktionen wieder aufgegriffen:
- Kahless wird hier als Begründer des klingonischen Reichs eingeführt. Er wurde später in zahlreichen Folgen verschiedener Serien erwähnt. In Folge 6.23 (Der rechtmäßige Erbe) von Raumschiff Enterprise – Das nächste Jahrhundert aus dem Jahr 1993 tritt ein Klon von Kahless (gespielt von Kevin Conway) auf, den klingonische Mönche auf dem Planeten Boreth gezüchtet haben, um ihn als neuen Führer des Reichs einzusetzen.
- Surak, der bedeutendste Philosoph des Planeten Vulkan, hat hier seinen ersten Auftritt. Auch er wurde später in zahlreichen Serienfolgen und Filmen erwähnt. In zwei Folgen der vierten Staffel von Star Trek: Enterprise aus dem Jahr 2004 tritt Surak (hier gespielt von Bruce Gray) erneut auf.
- Colonel Green wurde später in mehreren Folgen von Raumschiff Enterprise – Das nächste Jahrhundert und Star Trek: Enterprise in Dialogen sowie auf Bildschirmtexten erwähnt. In Folge 4.20 (Dämonen) von Star Trek: Enterprise aus dem Jahr 2005 hat er einen weiteren Auftritt und wird hier von Steve Rankin gespielt.
- Die Excalbianer und ihr Heimatplanet werden in mehreren Folgen von Raumschiff Enterprise – Das nächste Jahrhundert und Star Trek: Deep Space Nine auf Bildschirmtexten und -grafiken erwähnt.
- In der Short Treks-Folge 2.04 (Ephraim and Dot) ist eine animierte Version des im Weltraum schwebenden Abraham Lincoln zu sehen.
- In der animierten Serie Star Trek: Lower Decks gibt es in mehreren Folgen Anspielungen auf Abraham Lincoln und die Excalbianer.

### Besonderheiten der deutschen Synchronfassung
Die ursprüngliche deutsche Synchronfassung enthielt einige sinnentstellende Angaben. Bei der Vorstellung der bösen Gruppe wurde aus Kahless ein Witwenmörder, aus Green ein Waffenschieber und aus Zora ein (männlicher) Giftmischer gemacht. Erst im Zuge der Veröffentlichung auf DVD wurde diese Szene mit einer originalgetreueren Übersetzung neu synchronisiert. Mehrere unnötig rassistische Passagen blieben hingegen unverändert. So scherzt Scott beispielsweise kurz vor dem Heraufbeamen von Lincoln, wer wohl als Nächstes kommt. Während er hier im Original „Louis of France and Robert the Bruce“ anführt, wurde daraus im Deutschen der „Kaiser von China“ gemacht. Kirk ermahnt ihn daraufhin in der Synchronfassung, nicht die „Gelbe Gefahr“ an die Wand zu malen. Beim Rundgang auf der Brücke nennt Lincoln Uhura im Deutschen eine „hübsche Niggerin“, obwohl er im Original lediglich von einer „charming negress“ (also „hübsche[n] Negerin“) spricht.

## Produktion

### Drehbuch
Die grundlegende Idee zu dieser Folge wurde von Gene Roddenberry bereits 1964 in seinem Entwurf Star Trek is… formuliert, mit dem er Fernsehsender von seiner Vision für die Serie Raumschiff Enterprise überzeugen wollte. Die Idee mit dem Arbeitstitel Mr. Socrates sah vor, dass Außerirdische bekannte Persönlichkeiten der menschlichen Geschichte nachbilden und in Kämpfen gegeneinander antreten lassen. 1968 entwickelte Roddenberry hieraus einen Drehbuchentwurf, in dem zum guten Team neben Kirk und Spock auch Sokrates, ein vulkanischer Philosoph namens Lvov und ein „Flower-Power-Guru“ namens Pon aus den 1970er Jahren gehören sollten. Zu den Bösen sollten neben Green unter anderem Adolf Hitler und Attila gehören. Ähnlich wie die Folge Brot und Spiele hätte Seit es Menschen gibt nach Roddenberrys Vorstellung ein Kommentar auf das zeitgenössische Fernsehen sein sollen. Dieser Aspekt wurde aber durch die Umarbeitungen von Arthur Heinemann weitgehend fallengelassen.

### Darsteller
Nichelle Nichols hat hier ihren letzten Auftritt als Lieutenant Uhura in der Serie Raumschiff Enterprise. Sie übernahm diese Rolle später erneut in der Zeichentrickserie Die Enterprise und in den ersten sechs Star-Trek-Spielfilmen.
Für die Rolle des Abraham Lincoln war ursprünglich Mark Lenard vorgesehen, der bereits den romulanischen Kommandanten in Spock unter Verdacht und Spocks Vater Botschafter Sarek in Reise nach Babel gespielt hatte. Dieses dritte Engagement scheiterte jedoch an Termingründen und stattdessen wurde Lee Bergere gecastet.
Carol Daniels Dement, Darstellerin von Zora, spielte auch ein Besatzungsmitglied der Enterprise im Pilotfilm Der Käfig. Obwohl sie und Dschingis-Khan-Darsteller Nathan Jung keinen Text hatten, erhielten beide eine Nennung in den Credits der Folge.
Robert Herron, Darsteller von Kahless, spielte auch Sam in der Folge Der Fall Charly. Zudem arbeitete er als Stuntdouble für Jeffrey Hunter im Pilotfilm Der Käfig.
Janos Prohaska und Bart LaRue, die Yarnek spielten bzw. sprachen, erhielten hierfür keine Erwähnung in den Credits der Folge.

### Kostüme
Colonel Greens Anzug wurde 1978 in leicht veränderter Form als Uniform von Mork (Robin Williams) in der Serie Mork vom Ork wiederverwendet.

## Adaptionen
James Blish schrieb eine Textfassung von Seit es Menschen gibt, die auf Englisch erstmals 1972 in der Geschichtensammlung Star Trek 6 erschien. Die deutsche Übersetzung erschien 1972.

## Rezeption
David Morgan führte Seit es Menschen gibt 2016 auf cbsnews.com als eine der schlechtesten Folgen von Raumschiff Enterprise auf.
Matthew Byrd führte Seit es Menschen gibt 2017 auf screenrant.com in einer Liste der 15 schlechtesten Star-Trek-Folgen auf Platz 12.
Joseph Walter führte Seit es Menschen gibt 2018 auf screenrant.com in einer Liste der 10 schlechtesten Star-Trek-Folgen auf Platz 5.
Christian Blauvelt listete Seit es Menschen gibt 2022 auf hollywood.com in einem Ranking aller 79 Raumschiff-Enterprise-Folgen auf Platz 44.

## Parodien und Anspielungen
Im Film Free Enterprise von 1998 wird diese Folge erwähnt.
In Folge 8.06 (Laserblast) von Mystery Science Theater 3000 aus dem Jahr 1996 wird Suraks Hilferuf an Spock parodiert.
Die Folge 4.12 (Der letzte Trekki) der Zeichentrickserie Futurama von 2002 parodiert zahlreiche Folgen von Raumschiff Enterprise. Unter anderem wird hier Seit es Menschen gibt als eine der Folgen von Raumschiff Enterprise genannt, in denen ein Kampf auf Leben und Tod vorkommt.